# The Son of the Sheik
The Son of the Sheik és una pel·lícula muda dirigida per George Fitzmaurice i protagonitzada per Rodolfo Valentino i Vilma Bánky La pel·lícula, basada en la novel·la romàntica homònima d'Edith Maude Hull (1925) i adaptada per Frances Marion,(REF1) és una seqüela de “The Sheik” (1921), també protagonitzada per Valentino. Es va estrenar el 5 de setembre de 1926, dues setmanes després que l'estrella morís d'una peritonitis. El 2003, el National Film Registry de la Biblioteca del Congrés dels Estats Units la va seleccionar per a la seva preservació degut al seu interès cultural, històric o estètic.

## Argument
Anys després dels esdeveniments narrats a “The Sheik”, Ahmed, el fill del xeic i Lady Diana, s'enamora de Yasmin, una ballarina i li dona el seu anell com a mostra d'amor i ella el cita el vespree en unes ruines. Yasmin és filla d'un francès renegat que lidera una tropa de lladres i embaucadors. Aquests s'assabenten de les intencions de Yasmin i capturen Ahmed per demanar un rescat. Com que ell es nega a dir qui és el seu pare, Ghabah, un pretendent de Yasmin, el fa torturar i li fa creure que l'han capturat gràcies a Yasmin que ha servit d'esquer. Ahmed és rescatat i jura venjança. iSegresta la noia, portant-la al seu campament del desert. Durant un temps ells dos s'odien però de mica en mica l'amor neix entre els dos.
Mentrestant, el xeic concerta un matrimoni per al seu fill per tal que se li tregui del cap la noia. Lady Diana, però recorda al seu marit que el seu fill no és únicament igual a ell en aparença sinó també en tossuderia i li recorda com es van conèixer ells dos. Després de parlar amb el seu pare, Ahmed reconeix que s'ha equivocat amb Yasmin i l'allibera, manant al seu criat Ramadan que la dugui a la ciutat. En marxar, ella perd l'anell que ell li havia regalat. De camí a la ciutat són atacats per Ghabah i els seus homes que la segresten. Ahmed s'assabenta d'això i que no va ser ella qui el va trair i es dirigeix a la guarida dels lladres per alliberar-la. El xeix s'assabenta de les intencions del seu fill i se li uneix per ajudar-lo. Es produeix una batalla i Ahmed mata a Ghabah. Ahmed, victoriós, salta al cavall de Yasmin i marxa amb ella als braços.

## Repartiment
- Rodolfo Valentino (Ahmed (el fill)/el xeic (el pare))
- Vilma Bánky (Yasmin)
- George Fawcett (Andre, pare de Yasmin)
- Montagu Love (Ghabah)
- Karl Dane (Ramadan)
- Bull Montana (Ali, un dels lladres)
- Bynunsky Hyman (Pincher, un  dels lladres)
- Agnes Ayres (Diana, la dona del xeic)